# Матч всех звёзд Единой лиги ВТБ 2025
Матч всех звёзд Единой лиги ВТБ 2025 — показательная баскетбольная игра, которая была сыграна в Москве во дворце спорта «ВТБ Арена» 16 февраля 2025 года. Эта игра стала девятым матчем всех звёзд в истории Единой лиги ВТБ. Помимо самой главной игры, в которой встретились «Хозяева» и «Гости», были проведены конкурсы по броскам сверху и состязание 3-очковых бросков.

## Матч друзей
«Матч друзей» между командами Сергея Кущенко и Илоны Корстин был сыгран 16 февраля 2025 года  на паркете «ВТБ Арены». «Матч друзей» закончился со счетом 79:77 в пользу команды президента Единой лиги ВТБ Сергея Кущенко. «Самым ценным игроком» в составе победившей команды был признан Виктор Хряпа. Лучшим игроком второй команды стал Сергей Моня.

## Игра

### Составы
| Позиция                        | Игрок             | Команда          |              |              |
| Задняя линия                   | Задняя линия      | Задняя линия     | Задняя линия | Задняя линия |
| ------------------------------ | ----------------- | ---------------- | ------------ | ------------ |
| РЗ                             | Тимофей Герасимов | Енисей           |              |              |
| РЗ                             | Вячеслав Зайцев   | Уралмаш          |              |              |
| РЗ                             | Макар Коноваловa  | МБА              |              |              |
| АЗ                             | Георгий Жбанов    | Зенит            |              |              |
| АЗ                             | Евгений Бабуринb  | Нижний Новгород  |              |              |
| Передняя линия                 |                   |                  |              |              |
| ЛФ                             | Антон Астапкович  | ЦСКА             |              |              |
| ТФ                             | Андрей Воронцевич | Зенит            |              |              |
| ТФ                             | Александр Гудумак | Локомотив-Кубань |              |              |
| ТФ                             | Андрей Зубков     | МБА              |              |              |
| ТФ                             | Никита Курбанов   | ЦСКА             |              |              |
| Ц                              | Кирилл Елатонцев  | Локомотив-Кубань |              |              |
| Ц                              | Илья Попов        | Самара           |              |              |
| Главный тренер: Андрей Ведищев |                   |                  |              |              |

| Позиция                           | Игрок              | Команда          |              |              |
| Задняя линия                      | Задняя линия       | Задняя линия     | Задняя линия | Задняя линия |
| --------------------------------- | ------------------ | ---------------- | ------------ | ------------ |
| РЗ                                | Алекса Аврамович   | ЦСКА             |              |              |
| РЗ                                | Мело Тримбл        | ЦСКА             |              |              |
| РЗ                                | Патрик Миллер      | Локомотив-Кубань |              |              |
| РЗ                                | Закари Натоллc     | Нижний Новгород  |              |              |
| РЗ                                | Каспер Уэйрd       | ЦСКА             |              |              |
| АЗ                                | Маркос Найт        | УНИКС            |              |              |
| АЗ                                | Гарретт Невелсe    | Парма            |              |              |
| Передняя линия                    |                    |                  |              |              |
| ЛФ                                | Девон Акун-Пёрселл | УНИКС            |              |              |
| ТФ                                | Джавонте Дуглас    | Уралмаш          |              |              |
| ТФ                                | Керем Кантер       | Автодор          |              |              |
| Ц                                 | Джейлен Рейнольдс  | УНИКС            |              |              |
| Ц                                 | Ройс Хэмм          | Парма            |              |              |
| Главный тренер: Андреас Пистиолис |                    |                  |              |              |

↑  Дмитрий Хвостов не смог принять участие в матче из-за травмы, его заменил Макар Коновалов.

↑  Самсон Руженцев не смог принять участие в матче из-за травмы, его заменил Евгений Бабурин.

↑  Ксавье Мун не смог принять участие в матче из-за травмы, его заменил Закари Натолл.

↑  Дуэйн Бэйкон не смог принять участие в матче по семейным обстоятельствам, вместо него был приглашён Каспер Уэйр.

↑  Джеремайя Мартин не смог принять участие в матче из-за травмы, его заменил Гарретт Невелс.

### Матч
| 16 февраля 2024 17:00 | Отчёт | Хозяева                            | 124 : 107 | Гости           | ВТБ Арена, Москва Зрителей: 8700 Судьи: Илья Путенко Алексей Давыдов Антон Сазонов |
| 16 февраля 2024 17:00 | Отчёт | 23 : 34, 39 : 28, 39 : 19, 23 : 26 |           |                 | ВТБ Арена, Москва Зрителей: 8700 Судьи: Илья Путенко Алексей Давыдов Антон Сазонов |
| 16 февраля 2024 17:00 | Отчёт | Курбанов 20                        | Очки      | Акун-Пёрселл 22 | ВТБ Арена, Москва Зрителей: 8700 Судьи: Илья Путенко Алексей Давыдов Антон Сазонов |
| 16 февраля 2024 17:00 | Отчёт | Курбанов 7                         | Подборы   | Хэмм 10         | ВТБ Арена, Москва Зрителей: 8700 Судьи: Илья Путенко Алексей Давыдов Антон Сазонов |
| 16 февраля 2024 17:00 | Отчёт | Воронцевич 9                       | Передачи  | Миллер 6        | ВТБ Арена, Москва Зрителей: 8700 Судьи: Илья Путенко Алексей Давыдов Антон Сазонов |